# Апшеронська вузькоколійна залізниця
Апшеронська вузькоколійна залізниця — найбільша гірська вузькоколійна залізниця в Росії і колишньому СРСР. Управління вузькоколійною залізницею перебуває у місті Апшеронськ, Краснодарського краю. Ширина колії: 750 мм, дата відкриття першої ділянки: 1927 рік. Довжина станом на 2013 рік: 37 кілометр.

## Історія
На Апшеронський вузькорейковій залізниці виконуються регулярні пасажирські і вантажні перевезення. Вузькорейкова залізниця є основним засобом сполучення з шістьма сільськими населеними пунктами Апшеронського району: Десятий кілометр, Кушинка, Новий Режет, Середні Туби, Верхні Туби, Отдальонний (Шпалорез). У 2010 році в селищі Чернігівське побудували нове локомотивне депо. Станом на 2012 рік вузькоколійна залізниця діє — вантажний і пасажирський рух, перспективи роботи є.

## Станції та пункти зупинки
- 00 км — Апшеронськ (колії розібрані в 2010 році)
- 15 км — 15 Км (колії розібрані в 2010 році)
- 24 км — Самурська (колії розібрані в 2010 році)
- 31 км — Чернігівська — Початковий пункт
- 40 км — 40 Км (на топографічних картах «Десятий Кілометр»)
- 41 км — Кушинка (тупикової станції)
- 44 км — Новий Режет
- 48 км — Нижні Туби
- 52 км — Середні Туби
- 59 км — Віддалений «Шпалорез»

## Рухомий склад
Локомотиви:
- ТУ7 — № 2540, 2629
- ТУ6П — № 0053
- ТУ8П — № 0005

Вагони:
- Критий вагон
- Вагон-цистерна
- Вагони-платформи
- Вагони-платформи для перевезення лісу
- Вузькоколійний пасажирський вагон ПВ40

Колійні машини:
- Снігоочисник вузькоколійний
- Вантажна моторна дрезина ГМД-4

Приватні засоби пересування:
- Місцеві мешканці пересуваються по коліях на саморобних дрезинах «піонерка»